# Elm Bank Horticulture Center
Das Elm Bank Horticulture Center ist eine über 70 Hektar große Gartenanlage und befindet sich an der Adresse 900 Washington Street in Wellesley im Bundesstaat Massachusetts der Vereinigten Staaten. Der Garten ist der Sitz der Massachusetts Horticultural Society und bietet großzügige offene Flächen und Wiesen, mehrere Bäche und Teiche sowie verschiedene abgegrenzte Gärten.

## Geschichte
Das Gebiet erhielt seinen Namen Elm Bank im Jahr 1740, als Colonel John Jones das Grundstück kaufte und entlang der Ufer des Charles River Ulmen (englisch Elm) pflanzte. Später gehörte das Land den Familien Loring, Broad und Otis, bis es 1874 für 10.000 US-$ an Benjamin Pierce Cheney verkauft wurde. Dieser hatte eine Lieferfirma gegründet, aus der später das Unternehmen American Express hervorging. Als Cheney 1895 starb, hinterließ er das über 200 Acres (80 ha) große Grundstück seiner ältesten Tochter Alice, der es 1905 übereignet wurde. Im Jahr 1907 engagierte sie gemeinsam mit ihrem Ehemann Dr. William Hewson Baltzell das Architekturbüro Carrère and Hastings, um auf dem Gelände ein Herrenhaus im Stil des Colonial Revival zu errichten. Zugleich beauftragten sie die zu dieser Zeit bekanntesten Landschaftsarchitekten Olmsted Brothers mit der Landschaftsgestaltung des gesamten Gebiets, der Anlage neuer Gärten und der Verbesserung der bestehenden Anlagen.

## Erhaltungsprogramm
Das gesamte Gelände wurde unter dem Namen Elm Bank am 10. Juli 1987 in das National Register of Historic Places aufgenommen und befindet sich heute im Besitz des Bundesstaates Massachusetts. Im April 1996 wurde das Grundstück an die Massachusetts Horticultural Society verpachtet, die dort ihren Stammsitz eingerichtet hat.
Seit 2010 müssen Besucher Eintrittsgeld für den Besuch entrichten. Die Einnahmen werden für die Instandhaltung der Gartenanlagen sowie zur Finanzierung der Organisation und diverser Sonderveranstaltungen verwendet.

## Besonderheiten

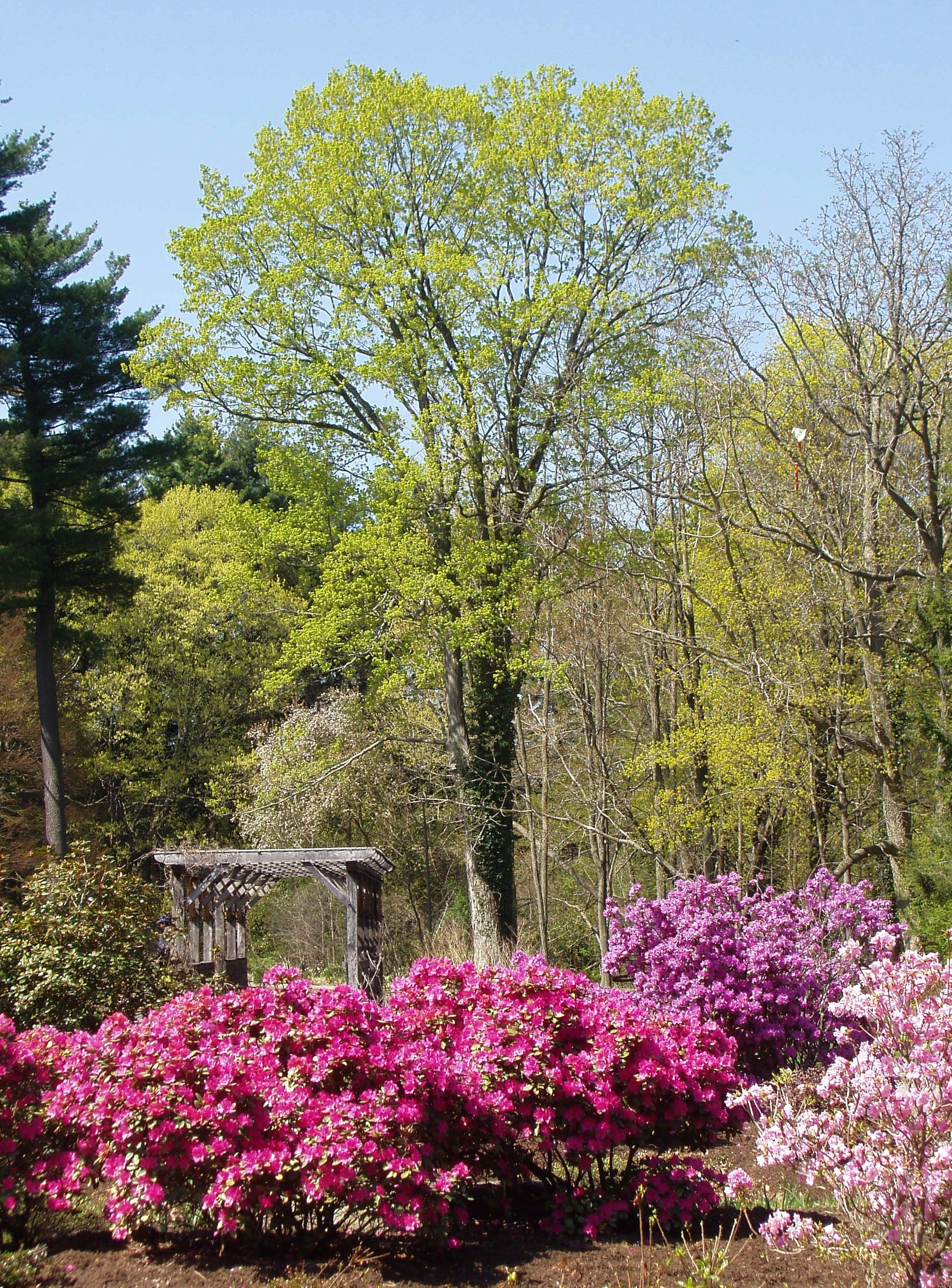
Die Gartenanlage der American Rhododendron Society im Elm Bank

Zu den Gartenanlagen im Elm Bank Horticulture Center gehören:
Weezie’s Garden for Children
In dieser Gartenanlage haben Besucher die Möglichkeit, selbst Pflanzen zu säen, zu gießen oder in verschiedener Weise mit den Elementen des Gartens zu interagieren. Zu jeder Jahreszeit (mit Ausnahme des Winters) werden hier Schulklassen unterrichtet.
New England Trial Garden
Dieser Garten entstand in einer gemeinsamen Anstrengung der University of Massachusetts, der Massachusetts Flower Growers’ Association und der Massachusetts Horticultural Society. Unternehmen aus der ganzen Welt spenden einjährige Pflanzen, die hier sowohl Hobbygärtnern als auch professionellen Gärtnern zur Ansicht zur Verfügung stehen. Im Garten werden auch bislang unveröffentlichte Sorten getestet, die am All-America Selections-Wettbewerb teilnehmen sollen. Die vorhergehenden Gewinner sind ebenfalls zu sehen, genauso wie hunderte Cultivare, die zur Begutachtung von kommerziellen Zuchtunternehmen eingesandt wurden.
Italianate Garden
Die Restaurierung dieser Anlage aus dem Jahr 1926 basierte auf den Originalplänen aus der Frederick Law Olmsted National Historic Site. Das Archiv enthielt auch eine nummerierte Pflanzenliste sowie zum Teil Kaufbelege für die ursprünglich dort angepflanzten Bäume und Blumen.
Schaugärten und Baumschulen
Der Noanett Garden Club, der New England-Ortsverband der Herb Society of America und die American Rhododendron Society betreiben gemeinsame Schaugärten auf dem Elm Bank-Gelände.